# Vojtovský prameň
Vojtovský prameň je přírodní památka v katastrálním území města Čadca v okrese Čadca v Žilinském kraji. Území bylo vyhlášeno v roce 1973 a jeho rozloha je 0,0013 hektaru. Předmětem ochrany je minerální pramen s pravidelnými výrony plynů, dokládajících souvislost s hlubokými geologickými strukturami.